# Stoke BK
Stoke BK är en idrottsförening i Sverige som bildades 2013. Stoke är verksamma inom både fotboll och bandy. A-laget spelar sina matcher i Division 2 på Studenternas IP i Uppsala. Stoke BK har sin verksamhet inom Bandyförbundet distrikt Mellansverige. Som fotbollsklubb har laget spelat ett antal träningsmatcher där man vunnit alla dessa.
År 2015 deltog Stoke som fotbollsklubb i Gothia Cup där man tog sig vidare till A-slutspel.